# Euregio Maas-Rhein

Karte der Euregio Maas-Rhein (niederländische Namen). In Grüntönen Teile Belgiens, in Blau der Niederlande und Rot Deutschlands

Die Euregio Maas-Rhein (französisch Eurégion Meuse-Rhin, niederländisch Euregio Maas-Rijn) ist eine Europaregion in der Rechtsform eines Europäischen Verbunds für territoriale Zusammenarbeit im Grenzraum Belgiens, Deutschlands und der Niederlande um die Städte Aachen, Lüttich und Maastricht.
Im Norden grenzt sie an die Euregio Rhein-Maas-Nord, im Osten an die Region Köln-Bonn und im Süden an die Region Saar-Lor-Lux. Die Euregio Maas-Rhein umfasst eine Fläche von rund 11.000 Quadratkilometern und hat fast vier Millionen Einwohner.

## Geschichte

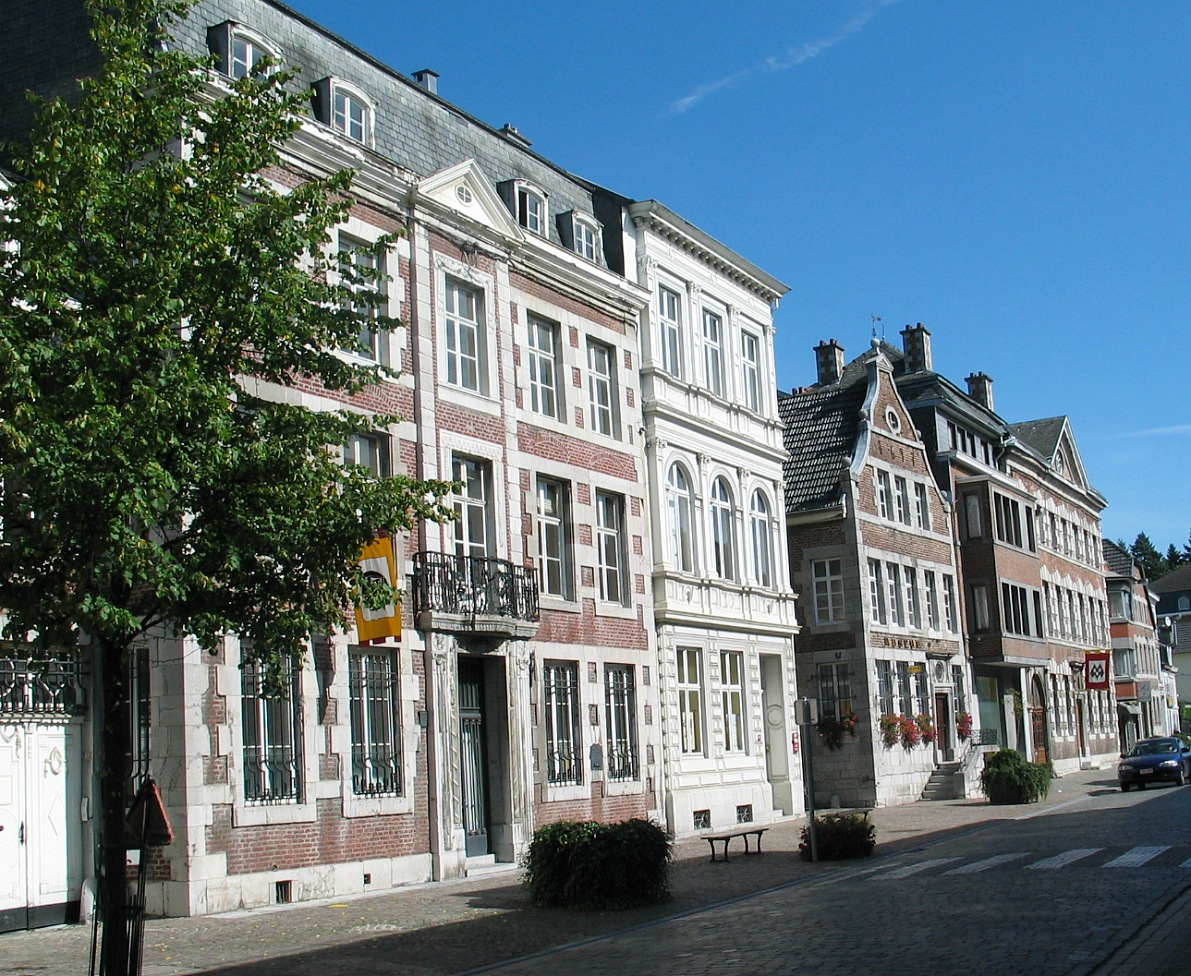
Sitz der Euregio Maas-Rhein in Eupen

Die Euregio Maas-Rhein wurde 1976 als Arbeitsgemeinschaft gegründet und erhielt 1991 die Rechtsform einer Stiftung (frz. fondation, ndl. stichting) nach niederländischem Recht. Sie war lange im Provinciehuis der niederländischen Provinz Limburg in Maastricht beheimatet. Seit dem 1. Januar 2007 hat sie ihren Hauptsitz im Haus Gospertstraße 42 im belgischen Eupen. Seit 2019 ist die Euregio Maas-Rhein als Europäischer Verbund für territoriale Zusammenarbeit organisiert.

## Arbeitsgebiet
Die Euregio Maas-Rhein besteht aus:
- der belgischen Provinz Limburg,
- dem südlichen Teil der niederländischen Provinz Limburg,
- der belgischen Provinz Lüttich,
- der Deutschsprachigen Gemeinschaft Belgiens
- der Region Aachen.

## Region Aachen

Region Aachen mit eingebetteter Städteregion Aachen

Die Region Aachen als deutscher Teil der Euregio Maas-Rhein besteht aus der Städteregion Aachen, dem Kreis Düren, dem Kreis Euskirchen und dem Kreis Heinsberg mit einer Gesamtfläche von rund 3500 km² und rund 1,3 Mill. Einwohnern in 46 Städten und Gemeinden. Sie umfasst die westliche Hälfte des Regierungsbezirkes Köln und deckt sich mit dem ehemaligen Regierungsbezirk Aachen mit Ausnahme der Gemeinden Niederkrüchten und Elmpt, zuzüglich des Altkreises Euskirchen. Weitere historische Territorien, deren Gebiete gänzlich oder in größeren Teilen zur Region gehören, sind unter anderem das Departement Rur, in der früheren Neuzeit vor allem Teile der Herzogtümer Jülich und Limburg sowie das Aachener Reich mit der Freien Reichsstadt Aachen, die Reichsabtei Burtscheid und die Reichsabtei Kornelimünster; ebenfalls lagen hier die karolingischen Gaue Rurgau, Jülichgau und der westliche Mühlgau. 1981 gründete die Region Aachen zunächst den eingetragenen Verein „Regio Aachen e. V.“ Dieser wurde 2012 vom Zweckverband „Region Aachen“ als Rechtsnachfolger abgelöst. »Die „neue“ Regio Aachen soll sich nicht mehr „nur“ auf die Förderung grenzüberschreitende Zusammenarbeit in der Euregio Maas-Rhein beschränken, sondern als „politisch-strategische Plattform“ in und für die Region agieren. Dazu sollen das überregionale Marketing der Region gehören, die Bündelung der Kräfte in den überregionalen Verflechtungen wie der Metropolregion oder der Innovationsregion Rheinisches Revier oder auch die Koordination bei der Einwerbung von Interreg-Fördermitteln. Eine große Fülle an neuen Zuständigkeiten.«, so die Aachener Zeitung im Vorfeld Geographisch liegt die Region Aachen als westlichste Region Deutschlands auf dem Übergang von Nordeifel und Hohem Venn im Süden zur Jülicher Börde im Norden und ist nahezu deckungsgleich mit dem Einzugsgebiet der Rur.
Andere verwendete Bezeichnungen für die Region Aachen sind Raum Aachen, Raum Aachen-Düren oder westliches Rheinland. Sie stimmt weitestgehend mit dem Bereich der regionalen Wirtschaftsförderungsagentur Aachener Gesellschaft für Innovation und Technologietransfer (AGIT mbH), den Bereichen der Handwerkskammer Aachen und der IHK Aachen, den Bezirken des Landgerichts Aachen, der zugeordneten Amtsgerichte und der benachbarten Amtsgerichte Erkelenz und Euskirchen, dem Gebiet der Kreispolizeibehörden Aachen, Düren, Euskirchen und Heinsberg, dem Kernbereich des Bistums Aachen, den evangelischen Kirchenkreisen Jülich und Aachen, dem westlichen Teil des ripuarischen Sprachraums, dem Gebiet der Unteren Forstbehörde Rureifel-Jülicher Börde und dem Gebiet des Wasserverbandes Eifel-Rur überein. Als zusammenhängende Wirtschaftsräume der Region Aachen sind das Aachener Steinkohlenrevier (zwischen Hückelhoven, Kohlscheid, Eschweiler und Siersdorf) und die Rurschiene (von Linnich über Jülich und Düren bis Kreuzau) zu nennen.

## Reisen in der Euregio

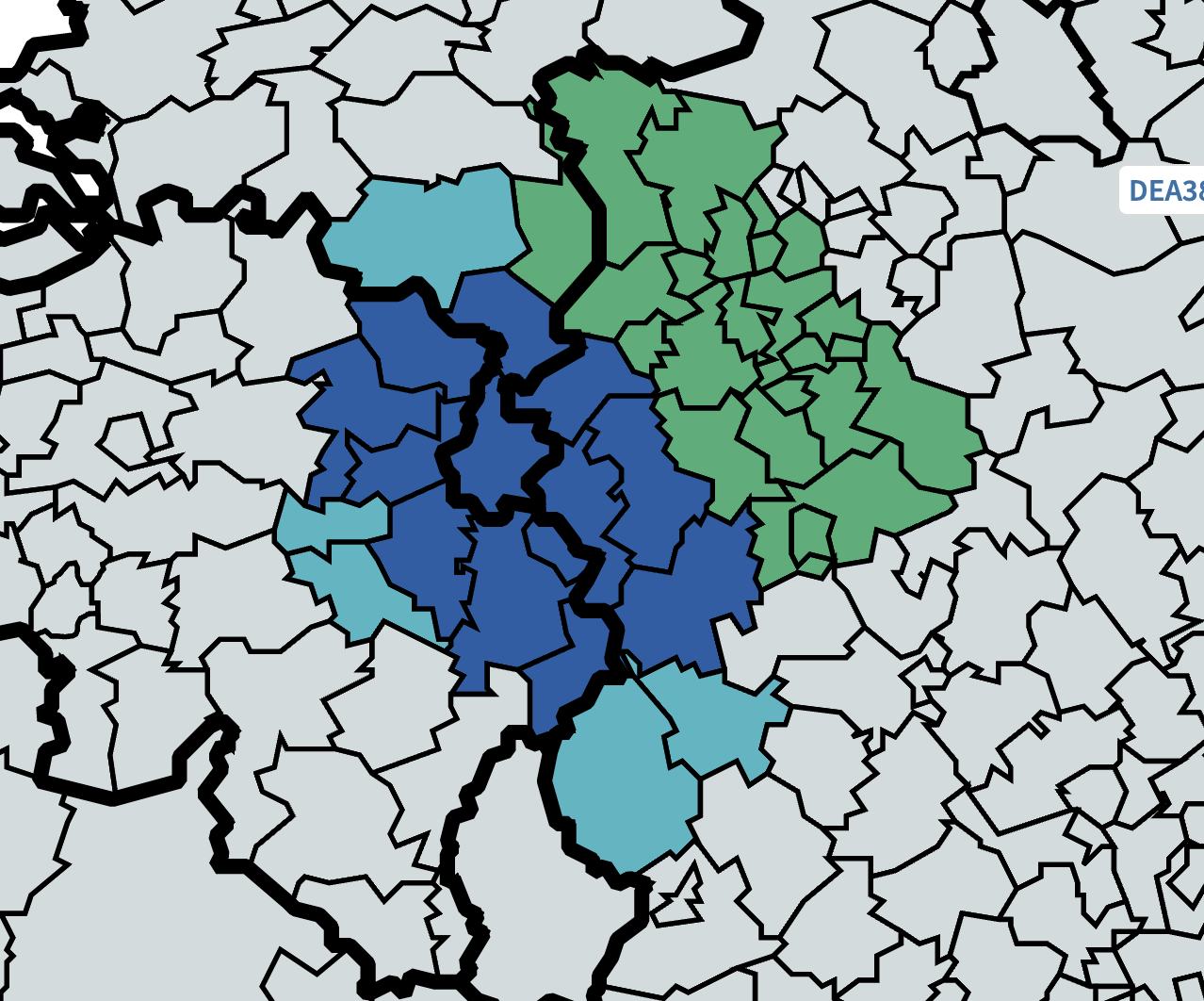
Blau: Euregio Maas-Rhein, Grün: Breite Definition Euregio Maas-Rhein und Hellblau: Wird manchmal als Teil der Euregio Maas-Rhein angesehen

Für Reisen in vielen Regionalzügen und allen Linienbussen gibt es das Euregio-Ticket, eine Tageskarte für eine Person (an Wochenenden und Feiertagen können ein weiterer Erwachsener und bis zu drei Kinder mitgenommen werden). Das Ticket gilt
- in den belgischen Provinzen Limburg und Lüttich,
- in der niederländischen Provinz Limburg (südlicher Teil bis Echt sowie der Stadt Roermond),
- im Aachener Verkehrsverbund (AVV) und im Kreis Euskirchen auf den Strecken des Verkehrsverbundes Rhein-Sieg (VRS).